# Andromediden

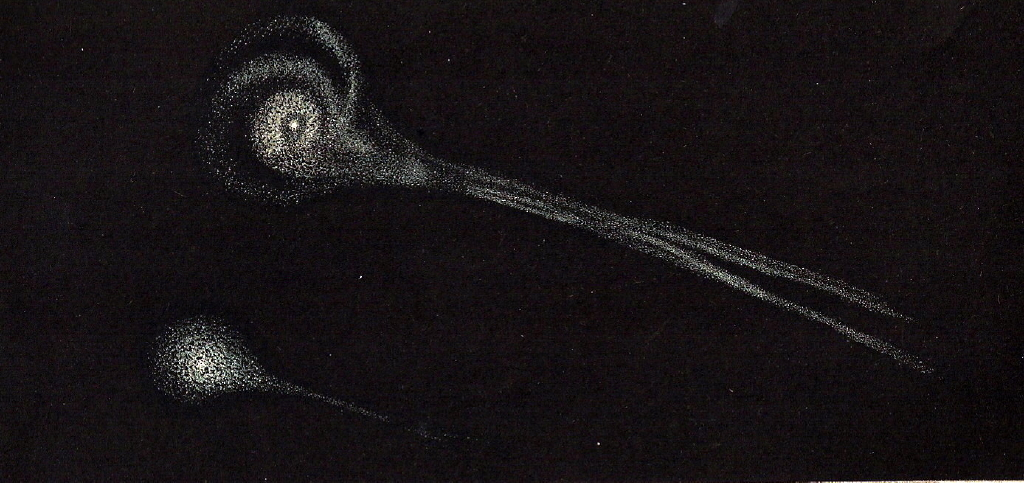
Der in zwei Teilen zerbrochene Komet Biela

Die Andromediden sind ein vom 25. September bis 6. Dezember aktiver Meteorstrom. Der Radiant der Andromediden, die ein schwaches Maximum um den 14. November besitzt, befindet sich im Sternbild Andromeda (RA 26°, DE +37°).
Der Ursprungskomet ist 3D/Biela, weshalb der Strom auch als Bieliden bezeichnet wird. Biela begann sich Mitte des 19. Jahrhunderts aufzulösen. Am 27. November 1872 wurde, als die Erde den nächsten Punkt zur Kometenbahn durchlief, ein bemerkenswerter Meteorschauer beobachtet. Hier wurden teilweise mehrere Meteore gleichzeitig beobachtet. Die geozentrische Geschwindigkeit betrug nur 16 km/s (durchschnittliche Sternschnuppen haben Geschwindigkeiten von ca. 50 km/s, besonders schnelle von bis zu 72 km/s), wodurch die Meteore sich auffallend langsam am Himmel bewegten.
Am 27. November 1885 kam es erneut zu einem Meteorschauer, bei dem bis zu 300 Meteore pro Minute beobachtet wurden. Seitdem wurde kein weiterer Meteorausbruch beobachtet. Im Laufe der Zeit nahm die Aktivität der Bieliden immer weiter ab, sodass der Strom kaum noch nachweisbar war. Im Jahre 2011 konnte jedoch im Zeitraum vom 3. bis 5. Dezember 2011 eine erhöhte Aktivität beobachtet werden, die in der Spitze eine Zenithal Hourly Rate von 50 Meteoren pro Stunde erreichte. Der Radiant befand sich im Sternbild Kassiopeia (RA 18°, DE +56°). Diese Meteore wurden Berechnungen zufolge bei der Perihelpassage 1649 von Biela freigesetzt. Zwei Jahre später wurde in der Nacht 7./8. Dezember 2013 eine steigende Aktivität nördlich der Andromedagalaxie beobachtet. Die heutzutage vom 1. bis zum 8. Dezember beobachtbaren Sternschnuppen werden mittlerweile als Dezember-phi-Cassiopeiden bezeichnet.